# Eddy Finé
Pour les articles homonymes, voir Finé.
Eddy Finé, né le 20 novembre 1997 à Herbeys, est un ancien coureur cycliste français, membre de l'équipe Cofidis, jusqu'en 2025.

## Carrière
De 2009 à 2015, Eddy Finé est formé à l'école de cyclisme de C2S (Cyclisme Seyssins-Seyssinet). En 2015, il devient champion de France de cyclo-cross juniors (moins de 19 ans). À partir de la saison 2015-2016, il participe régulièrement à la Coupe du monde de cyclo-cross espoirs (moins de 23 ans), aux championnats nationaux et internationaux. En 2018-2019, il obtient sa meilleure place en terminant deuxième de la manche de Coupe du monde espoirs à Berne. Lors de la même saison, il est vice-champion de France de cyclo-cross espoirs. Avec son club Charvieu-Chavagneux IC, il ne participe qu'occasionnellement à des courses cyclistes sur route.
En 2019, il est membre du VC Villefranche Beaujolais, avec qui il devient de plus en plus actif sur la route.  Lors du Tour du Jura, il termine deuxième d'une étape et rate de peu sa première victoire dans une course UCI, mais se fait également remarquer avec une cinquième place au classement général. Il remporte la première victoire de sa carrière deux mois plus tard en gagnant la troisième étape du Tour de Savoie Mont-Blanc. 
En fin d'année 2019, il est également stagiaire au sein de l'équipe World Tour Cofidis, avant de passer professionnel en son sein en 2020. Dans ce cadre, il réduit son activité en cyclo-cross à quelques courses par an. En octobre 2022, Cofidis annonce l'extension de son contrat jusqu'en fin d'année 2023. En 2023, il se classe quatrième du Tro Bro Leon. En 2024, il doit terminer sa saison plus tôt après avoir reçu un diagnostic d'endofibrose de l'artère iliaque externe et doit subir une intervention chirurgicale,. Malgré cette opération, il doit mettre un terme à sa carrière en juin 2025.

## Vie privée
Eddy Finé vit à Grenoble, il est en couple avec la cycliste Évita Muzic.

## Palmarès sur route

### Par années
- 2017
  - Vainqueur de la Marmotte Grandfondo Alpes
- 2018
  - 1re étape du Tour de la Mirabelle
- 2019
  - 3e étape du Tour de Savoie Mont-Blanc
  - Grand Prix du Pays de Montbéliard
  - Prix de Cormoz
  - 2e du Grand Prix de Blangy-sur-Bresle
  - 2e du Tour du Charolais
  - 3e du championnat de France sur route amateurs

### Classements mondiaux
| Année                                 | 2019  | 2020  | 2021  | 2022 | 2023 | 2024  |
| ------------------------------------- | ----- | ----- | ----- | ---- | ---- | ----- |
| Classement mondial                    | 1662e | 1963e | 2040e | 681e | 402e | 2074e |
| UCI Europe Tour                       | 1099e | 1432e | 1386e | 526e | nc   | nc    |
|                                       |       |       |       |      |      |       |
| Légende : nc = non classéSource : UCI |       |       |       |      |      |       |

### Résultats sur les grands tours

#### Tour d'Espagne
1 participation
- 2021 : 92e

## Palmarès en cyclo-cross
- 2014-2015

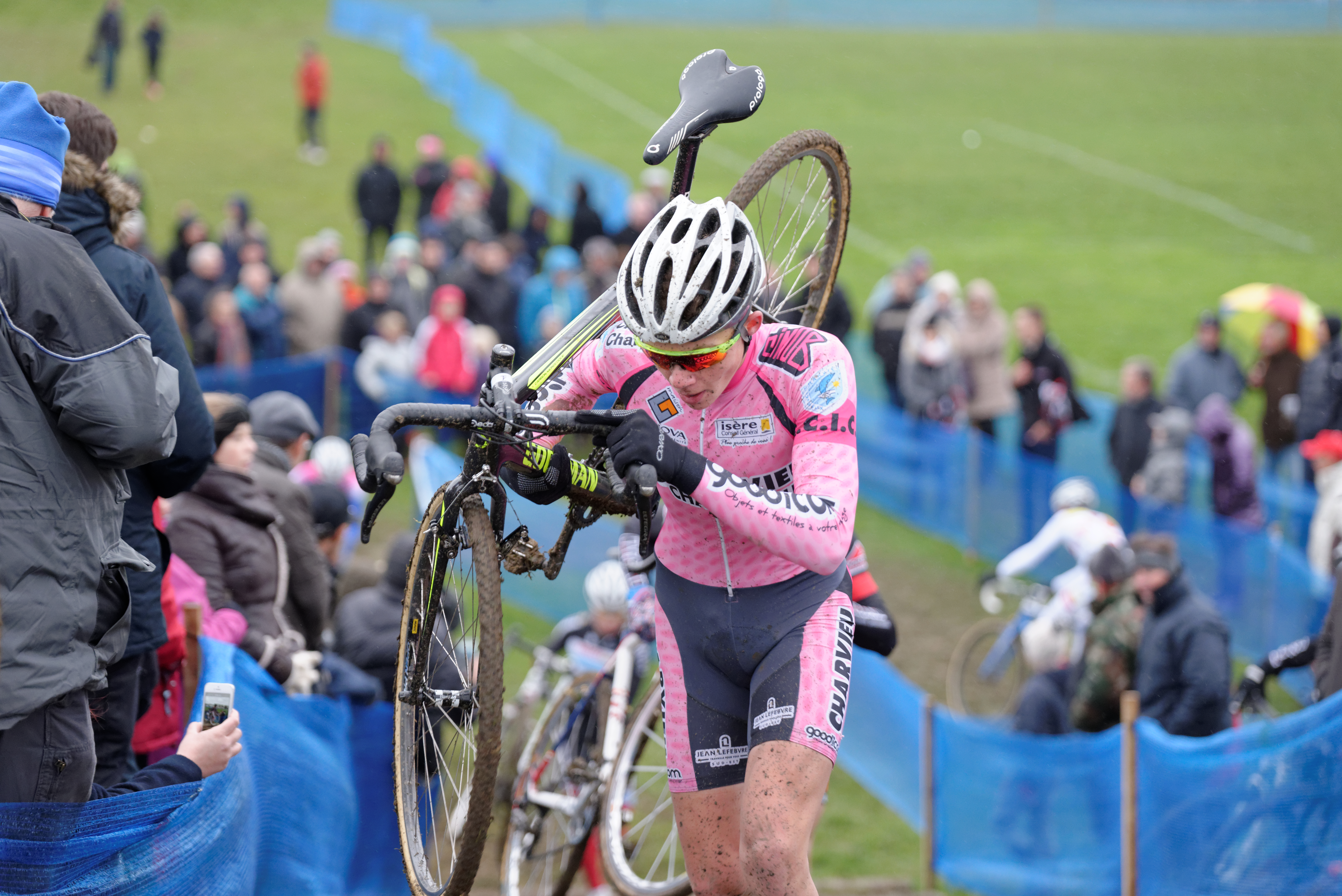
Eddy Finé sous le maillot de Charvieu-Chavagneux lors d'un cyclo-cross à Dijon en 2015.

  -  Champion de France de cyclo-cross juniors
- 2018-2019
  - 2e du championnat de France de cyclo-cross espoirs
  - 2e de la Coupe de France de cyclo-cross espoirs
  - 5e de la Coupe du monde de cyclo-cross espoirs
- 2019-2020
  - Champion Auvergne-Rhône-Alpes[9]